# Feredayia graminosa
Feredayia graminosa (tên tiếng Anh: Mahoe Stripper hoặc Green Mahoe Moth) là một loài bướm đêm thuộc họ Noctuidae. Nó được tìm thấy ở New Zealand.
Con trưởng thành bay từ tháng 10 đến tháng 1.
Ấu trùng ăn lá cây của loài Melicytus ramiflora.